# Cabra del Santo Cristo
Cabra del Santo Cristo is een gemeente in de Spaanse provincie Jaén in de regio Andalusië met een oppervlakte van 187 km². Cabra del Santo Cristo telt 1.908 inwoners (1 januari 2016).